# Dieter Schmitt (Pilot)
Dieter Schmitt (* 1. Juni 1924 in Heidelberg; † 27. Mai 2013 ebenda) war ein deutscher Ferrypilot, der bis ins hohe Alter Propellerflugzeuge von den Herstellern in den USA nach Europa überführte und dabei über hundert zivile Weltrekorde – meist Langstreckenrekorde im Nonstop-Alleinflug – aufstellte.

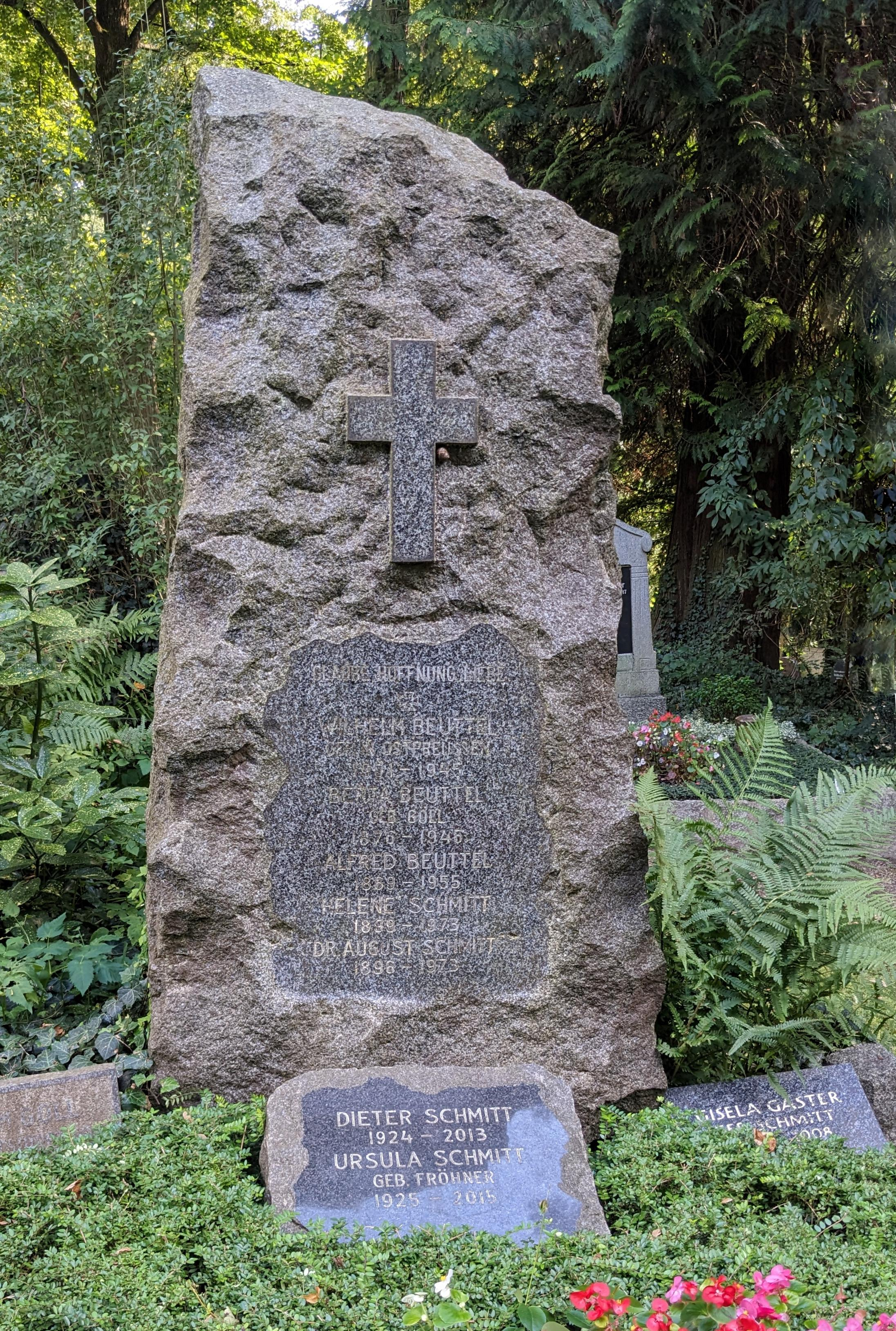
Grabstätte im Heidelberger Bergfriedhof

## Leben
Schmitt machte mit 14 Jahren seinen Segelflugschein. Im Zweiten Weltkrieg wurde er Jagdflieger auf der Fw 190 und dem ersten Düsenjäger, der Me 262. Er verließ die Bundeswehr als Oberstleutnant mit der Testpilotenlizenz 1. Klasse und machte danach den zivilen Verkehrspilotenschein ATPL.
1965 gründete Schmitt in Heidelberg seine Firma „Trans World Ferry“. Aufgabe des Einmann-Unternehmens war es, ein- und zweimotorige Flugzeuge von in den USA ansässigen Herstellern wie Cessna, Beechcraft oder auch Piper nach Europa zu fliegen. Darüber hinaus testete er, meist im Auftrag von Herstellern oder Zulassungsbehörden, mehr als 150 Flugzeuge verschiedenster Bauart.

## Transatlantikflüge
Schmitt flog allein, für einen zweiten Piloten wäre auch kein Platz gewesen. Denn zu den Ferryflügen wurden Sitze und Verkleidungen aus- und Zusatztanks eingebaut, hinzu kam eine Langstreckenausrüstung wie Kurzwellengerät (HF), Radiokompass, Transponder (wenn nicht schon vorhanden), diverse Navigationsgeräte wie LORAN, eine Präzisions-Anflug-Hilfe ILS, mindestens ein automatischer Notsender, Schlauchboot, Schwimmweste, Notraketen und Kälteschutzanzug.
Zu Flügen von den USA nach Europa über den Nordatlantik entschied sich Schmitt für eine dieser drei Routen:
- Nordroute von Happy Valley-Goose Bay, Labrador mit Zwischentanken in Reykjavík, Island.
- Mittlere Route von Gander, Neufundland, mit Zwischenlandung in Shannon, Irland.
- Südroute mit Start ebenfalls in Gander, aber Zwischenlandung in Santa Maria (Azoren).

Die gewählte Route hing von den Eigenschaften des Flugzeugs, aber ganz besonders vom Wetter ab. Auf der mittleren Route war das längste Teilstück zu überwinden, die kürzere Nordroute barg im Winter Vereisungsgefahr, auf der Südroute musste er mit heftigen Gewittern rechnen. 
Im Zuge seiner zahlreichen Ferryflüge brach er immer wieder Streckenrekorde. Insgesamt überführte Schmitt 357 einmotorige Flugzeuge von den USA über den Nordatlantik nach Europa, 21 einmotorige Maschinen von den USA über den Pazifik nach Asien. In seinem Buch „Nordpolflug“ fasste er seine Erinnerungen an ein Fliegerleben zusammen.
Am Ende seines Lebens hatte er 25.000 Flugstunden in seinen Flugbüchern stehen, 333 Flugzeugtypen geflogen – Ein- bis Viermotorige, Segelflugzeuge, Propeller- und Turbomaschinen, Land- und Wasserflugzeuge – und 101 Rekorde anerkannt bekommen. Es gibt über 150 Testberichte für Segelflugzeuge, ein- und mehrmotorige Land- und Wasserflugzeuge sowie Sonderflugzeuge aus seiner Tätigkeit als Testpilot.
Noch im Alter von 76 Jahren startete Schmidt am 19. Juli 2000 mit einer einmotorigen Beech Bonanza zum Flug von Nürnberg nach Oshkosh, Wisconsin – allerdings nicht allein und in Etappen. Rund 15.000 Kleinflugzeuge kamen in den 1960er und 1970er Jahren aus den USA über den Atlantik, heute sind es weniger als 1.000 pro Jahr.

## Rekorde (Auswahl)

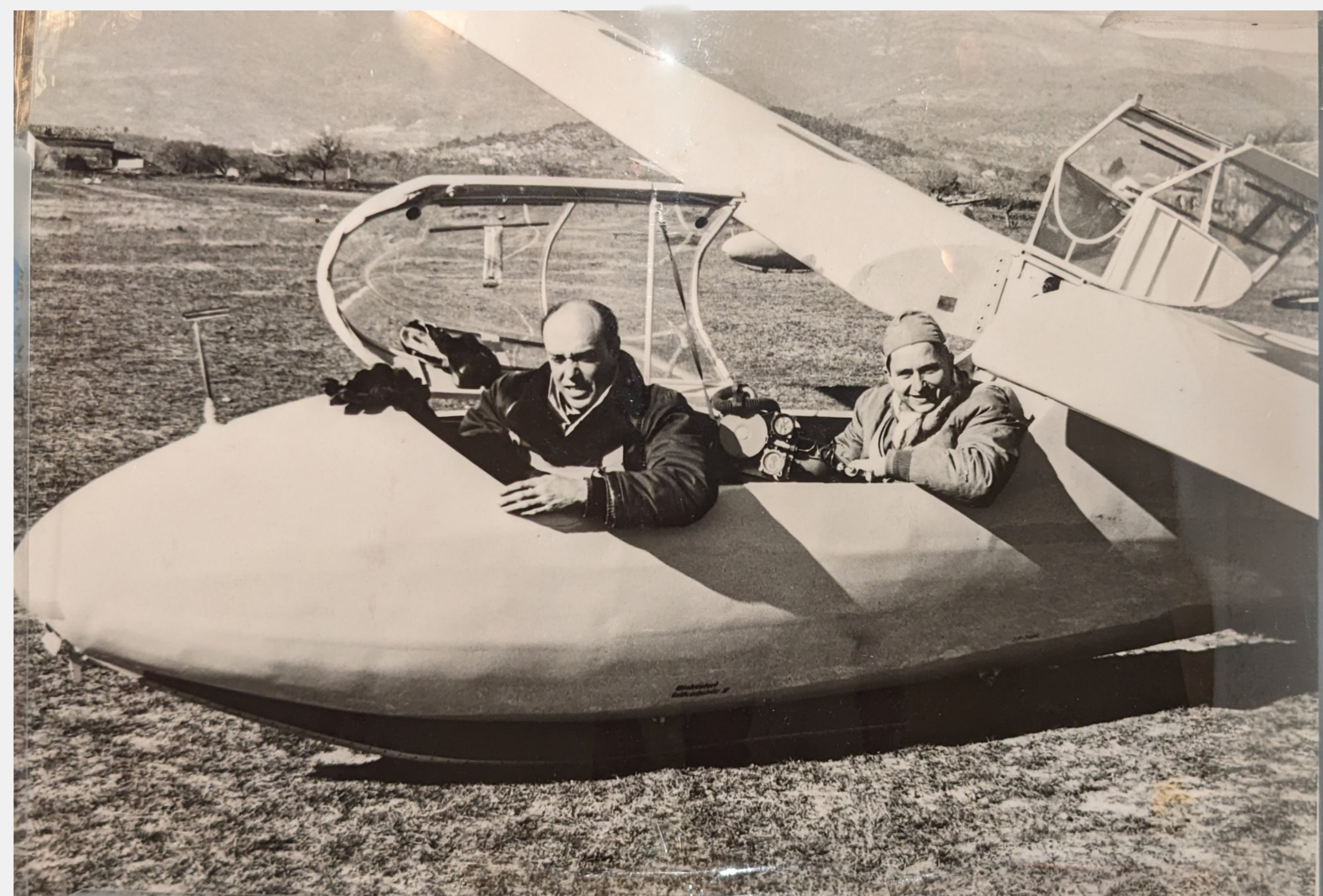
Dieter Schmitt (links) nach der Landung in Fayence mit der Ka 2b (D-8562 der FSG-Letzenberg-Malsch)

- 1954 erster absoluter Höhenrekord 7770 m im Wellenflug mit einem Segelflugzeug in der Doppelsitzerklasse D2 (Ka 2b) in Fayence

- 1978 flog Schmitt als erster eine einmotorige Maschine, eine Beechcraft Bonanza B 36, nonstop über den Nordpol. Der Flug ging von Anchorage, Alaska nach München-Riem und dauerte 33 Stunden.

- Zur Internationalen Luft- und Raumfahrtausstellung (ILA), die 1992 zum ersten Mal nach 64 Jahren wieder in Berlin stattfand, reiste Schmitt mit einer nagelneuen einmotorigen Bonanza aus New York an, die er allein nonstop in über 20 Stunden Flugzeit nach Deutschland überführte. Es war die 313. Atlantiküberführung des damals 68-Jährigen und zugleich ein weiterer Rekord.[4]

## Auszeichnungen (Auswahl)
- 1977: Lindbergh-Memorial-Medaille (als einziger Nicht-Amerikaner)
- 1986: Bundesverdienstkreuz am Bande

## Veröffentlichungen
- Dieter Schmitt: Nordpolflug, Motorbuch-Verlag Stuttgart, 1982, ISBN 978-3879438822
- Meine Begegnung mit Dieter Schmitt, Flugkapitän Peter Klant in Pilot und Flugzeug 9/2014
- Dieter Schmitt flog nach Oshkosh, AOPA-Letter 1/2001
- Weltrekorde sind kein Selbstzweck, Aerokurier, August 1979
- Fachmann für allerschwerste Aufträge, Fliegermagazin 1/80
- Allein mit der Bonanza rund um den Globus, Jägerblatt 6/97
- SOS über dem Pazifik, MARE 16/1999

## Filmberichte
- Lindbergh-Gedächtnisflug, ZDF, 1977
- Allein über den Nordpol, ARD, 1978
- 18 Stunden Tagesarbeit, SWF, 1985

## Sonstiges
Schmitt ist nicht zu verwechseln mit dem am 27. Juni 1919 in Karlsruhe geborenen Nachtjäger-Piloten und Ritterkreuzträger Dietrich „Dieter“ Schmidt († 6. März 2001/2002).